# Война городов (1387—1389)
Война городов (нем. Städtekrieg) — вооружённый конфликт между Швабским союзом городов и германской феодальной знатью. В конфликте, продолжавшемся с декабря 1387 по апрель 1389 года, приняли участие более 70 городов Верхней Германии, все важные южногерманские князья и король. 

## Предыстория
В Западной Европе X—XIII вв. проходило Коммунальное движение горожан против сеньоров за самоуправление и независимость городов. В Германии в XII—XIII вв. появились так называемые имперские города — формально они подчинялись напрямую императору Священной Римской империи, но де-факто были независимыми городскими республиками (Любек, Нюрнберг, Франкфурт-на-Майне и др.)
В XIV—XV веках цеховая система достигла своего апогея. Германские города росли и крепли. Так как в Германии императорская власть была слабой, города не могли опираться на сюзерена в борьбе с феодальной знатью. Поэтому они начали объединяться в союзы городов.  

## История
Городская война была спровоцирована договором между Швабским союзом городов и Зальцбургской архиепархией в 1387 году. Вольные города и архиепископ в прошлом несколько раз уже конфликтовали с баварскими герцогами. Герцог Фридрих ответил на союз двух сторон, граничащих с его собственной территорией на северо-западе и юго-востоке, захватив Пилигрима 27 ноября 1387 года в Райтенхаслахе и потребовал расторжения договора со Швабским союзом городов.
Швабский союз городов вмешался в конфликт между герцогом и архиепископом. Король Вацлав, имевший с 1387 года защитный союз с городами, первоначально поддержал позицию горожан и приказал имперским князьям и городам атаковать Баварию. Князья проигнорировали приказ короля. Города под имперским флагом объявили войну Баварии считая себя хранителями давних прав и традиций. Курфюрст Пфальца Рупрехт I попытался примирить стороны. В решении, которое он принял, поведение баварских герцогов было расценено как нарушение правил феода, поэтому городам полагалась возмещение. Тем не менее, военные действия в империи не прекратились. Конфликт продолжал распространяться, и с баварской стороны в войну вступили графы Вюртембергские, графы Палатинские Рейнские, епископы Вюрцбургский и Бамбергский, бургграф Нюрнбергский и многие другие германские феодалы. Швабские города были поддержаны Рейнским союзом городов.

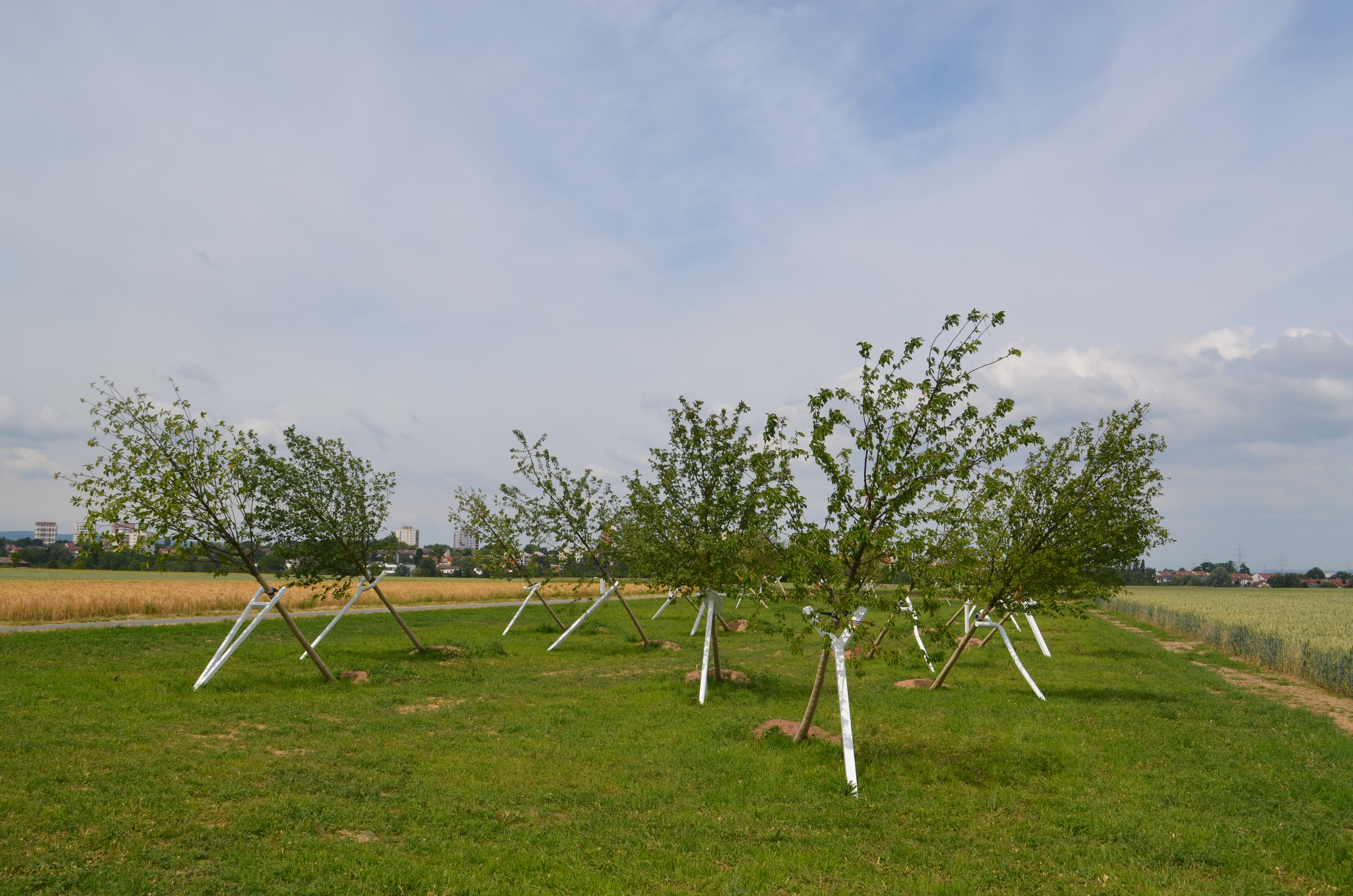
«Склонившийся лес», посвященный битве при Эшборне.

Граф Эберхард Вюртембергский, вместе с пфальцграфом Рупрехтом, бургграфом Фридрихом Нюрнбергским и другими, 23 августа 1388 года нанёс решительное поражение войскам союза в сражении при Дёффингене. 6 ноября 1388 года Рейнская лига городов, в которую, помимо Пфеддерсхайма, входили также Майнц, Вормс, Франкфурт, Шпайер, Страсбург, Хагенау и Вайсенбург в Эльзасе, проиграла битву под Пфеддерсхаймом курфюрсту Рупрехту Пфальцскому, маркграфу Баденскому[уточнить] и графу Лейнингенскому[уточнить]. После этого поражения лучшие дни имперских городов Верхнего Рейна были сочтены.
Последним крупным сражением, закрепившим исход этой войны, стала битва при Эшборне в мае 1389 года. В ней отряд ополчения вольного имперского города Франкфурт численностью около 2000 человек потерпел поражение от отряда феодалов из 200 всадников во главе с Рупрехтом Пфальцским.
В 1389 году король Венцель, считавшийся на основании Гейдельбергского соглашения 26 июля 1384 года главой союза, распустил его и побудил большую часть членов союза принять участие в заключении общего земского мира.
В Эшборне в 2014 году гамбургские художники Ульрих Гент и Хайке Муттер посадили 26 деревьев четырех пород: каштана, черешни, клена полевого и граба на поле, где произошла последняя большая битва Войны городов.  Деревья посажены под максимально возможным углом с помощью окрашенных в белый цвет стальных опор, которые действуют как зажимы. Из-за этого деревья кажутся придавленными или поваленными, как будто их разрывает невидимая сила. Инсталляция символизирует то, что хоть вольные города и проиграли в этой войне, но не были сломлены и смогли возродиться.